# Кутеней

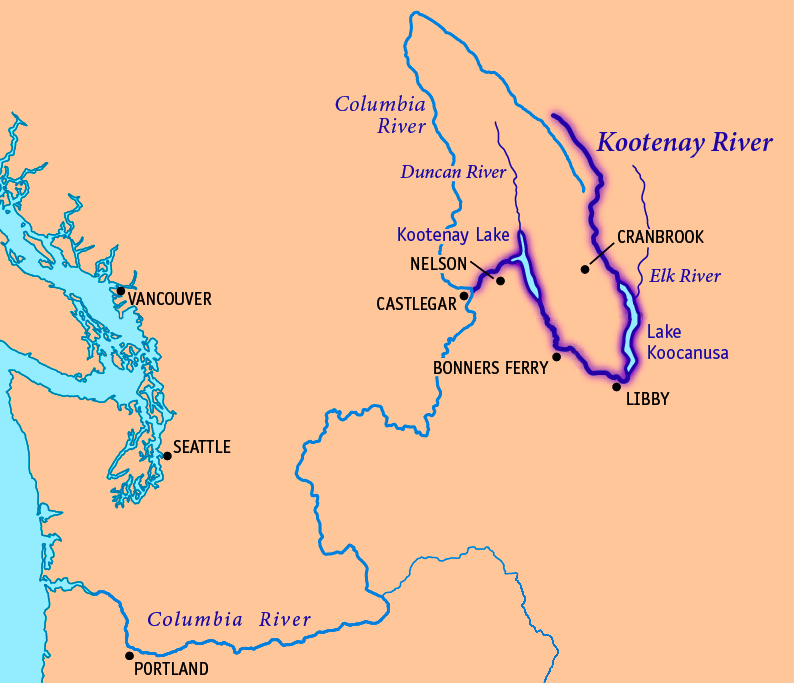
Схема річки Кутеней

Ку́тене́й (англ. Kootenay River) — річка на північному заході Північної Америки, притока річки Колумбія.
Берет свій початок в Скелястих горах в канадській провінції Британська Колумбія. Перетинає канадську провінцію Британська Колумбія, штати США Монтана і Айдахо.
Середній об'єм протікаючої води становить приблизно 1778 м³/с. Довжина річки 781 км, площа басейну 50300 км². У середній течії річки побудована гребля Ліббі, у результаті чого утворено водосховище Кукануса, у нижній течії річка Кутеней перетинає однойменне озеро довжиною 100 км.

## Каскад ГЕС
На річці розташовано ГЕС Ліббі, ГЕС Аппер-Боннінгтон, ГЕС Ловер-Боннінгтон, ГЕС Кутеней-Канал, ГЕС Саут-Слокан, ГЕС Брілліант.
| США | Це незавершена стаття з географії США. Ви можете допомогти проєкту, виправивши або дописавши її. |

| Канада | Це незавершена стаття з географії Канади. Ви можете допомогти проєкту, виправивши або дописавши її. |